# What Goes On
〈What Goes On〉은 비틀즈의 곡으로 여섯 번째 영국 음반 《Rubber Soul》의 여덟 번째 곡으로 각색되었다. 이 곡은 후에 미국 싱글 〈Nowhere Man〉의 B 사이드로 발매되었고, 북미 전용 음반 《Yesterday and Today》의 열 번째 곡으로 발매되었다. 이 곡은 레논-매카트니-스타키의 곡으로 인정받은 밴드의 유일한 곡이다.

## 참여 인원
- 링고 스타 - 리드 보컬, 드럼
- 존 레논 - 하모니 보컬, 리듬 기타
- 폴 매카트니 - 하모니 보컬, 베이스 기타
- 조지 해리슨 - 리드 기타